# L'avvertimento (film 2018)
L'avvertimento (El aviso) è un film del 2018 diretto da Daniel Calparsoro.

## Trama
Il 2 aprile 2008, in una stazione di servizio, mentre l'amico Jon lo attende in macchina, David è vittima degli spari di un avventore sotto gli occhi del titolare dell'esercizio, di un malcapitato bambino e di un uomo che era il vero obiettivo dell'agguato. Soccorso, David è gravissimo e finisce in coma con poche speranze di salvezza.
Jon, già in cura per problemi di schizofrenia, viene a conoscenza del fatto che nello stesso luogo, il 12 aprile di 32 anni prima, vi fu un fatto di sangue simile. Da matematico è colpito dal fatto che i presenti in quel luogo fossero nello stesso numero e avessero la stessa età dei presenti alla sparatoria del 2008. Indagando più a fondo scopre che 21 anni prima vi avvenne un altro episodio simile e con le stesse caratteristiche "numerologiche". In fine, risalendo ancora a 42 più indietro, nel 1913, scopre che in questo caso avvenne una strage, sempre con 5 persone presenti, una delle quali uccise tutti gli altri e poi si tolse la vita. Le età dei cinque corrispondono alle età delle persone protagoniste degli altri fatti di sangue, succedutisi di 42, 21, 53 e 32 anni rispettivamente. Anni che corrispondono alle età di quattro dei cinque presenti, facendo presagire che a distanza di altri 10 anni possa completarsi un "ciclo completo".
Jon cerca di spiegare le sue ossessioni numerologiche ma nessuno gli crede anche perché la "perfezione" numerica di quanto lui va spiegando presupporrebbe che l'evento al quale lui ha assistito fosse avvenuto non il 2 ma il 12 aprile e avesse portato alla morte della vittima. David, invece, sorprendentemente pare riprendersi. Ma Jon il 12 aprile 2018 prende coscienza che la vittima di turno non era David ma lui, e, quasi, sopraffatto da questa forza esterna che lo spinge a questa morte fatale, si dà però da fare perché tra dieci anni non si ripeta nuovamente la storia che, dai suoi studi comporterebbe in questo caso la morte di un bambino di 10 anni nato proprio il giorno della tragedia precedente. Scrive perciò un messaggio, che giunga come "avvertimento" per il bambino nato quel giorno, e che non dovrà trovarsi lì il giorno del suo decimo compleanno.
La storia di Nico, vissuta in parallelo nel 2018, fa sì che lo stesso sia impaurito e al tempo stesso attratto da quel posto "maledetto". L'avvertimento gli giungerà ma sarà scambiato per una minaccia dei bulli di cui è vittima, per cui la madre lo spingerà a sfidare le sue paure, finendo quasi per mandarlo incontro al destino fatale che però alla fine verrà sventato per un soffio.

## Distribuzione
Il film è stato distribuito dalla piattaforma Netflix a partire dal 24 febbraio 2018.